# 제이슨 셜록
제이슨 셜록(Jason Sherlock, 개명(改名) 前 이름은 Iasan Scorlóg, 1976년 1월 10일 ~ )은 아일랜드의 축구 선수였다.

## 이력
아일랜드 더블린 대학교 사회체육학과를 학사 학위 취득한 그는 아일랜드인 아버지와 홍콩계 아일랜드인 어머니 사이에서 출생하였으며 지난날 한때 홍콩에서 잠시 유아기를 보낸 적이 있는 그는 1989년 축구 선수 첫 입문하였고 1994년 아일랜드 프로 축구에 본격 입문하였으며 2013년 은퇴하였다. 이후 2014년 1월에서 2016년 6월까지 영국에서 축구 평론가 활약하기도 하였다.